# Jervand Kocsár
Jervand Kocsárján, örményül: Երվանդ Քոչարյան, művésznevén: Kochar, (Tyiflisz, 1899. június 15 – Jereván, 1979. január 22.) a huszadik század kiemelkedő szobrásza és modern művésze, a Festészet a térben művészeti mozgalom megalapítója volt.
Munkái nagy része megtalálható a jereváni Jervand Kocsár Múzeumban.

## Életrajz

### A kezdetek
Tyifliszben, az Orosz Birodalomban született 1899. június 15-én Simon Kocsárján és Pheocia Mártiroszján gyermekeként. 1918-ban érettségizett Nersisia Iskolában, majd 1915 és 1918 között a Kaukázus Képzőművészeti Egyesület Művészeti Iskolájában, 1918 és 1919 között a moszkvai Állami Szabadművészeti Stúdióban tanult. Ezután visszatért Tbiliszibe, ahol a Grúz SZSZK Népbiztosság képzőművészeti és műszaki tanulmányok professzor okleveles oktatója lett.
1921 és 1922-ben beválasztották az Örmény Művészek Szövetségének kiállítási bizottságába, és a HAYARTUN (örmény művészetek háza) tagja lett. 1922 áprilisában elhagyta Batumit, és külföldre utazott Konstantinápolyba, majd Velencébe, Rómába, Firenzébe és Párizsba. Műveit először Tbilisziben állították ki 1921-ben, majd a következő évben a szövetségesek által ellenőrzött Konstantinápolyban (ma Isztambul) és Velencében.

### Későbbi élet és karrier

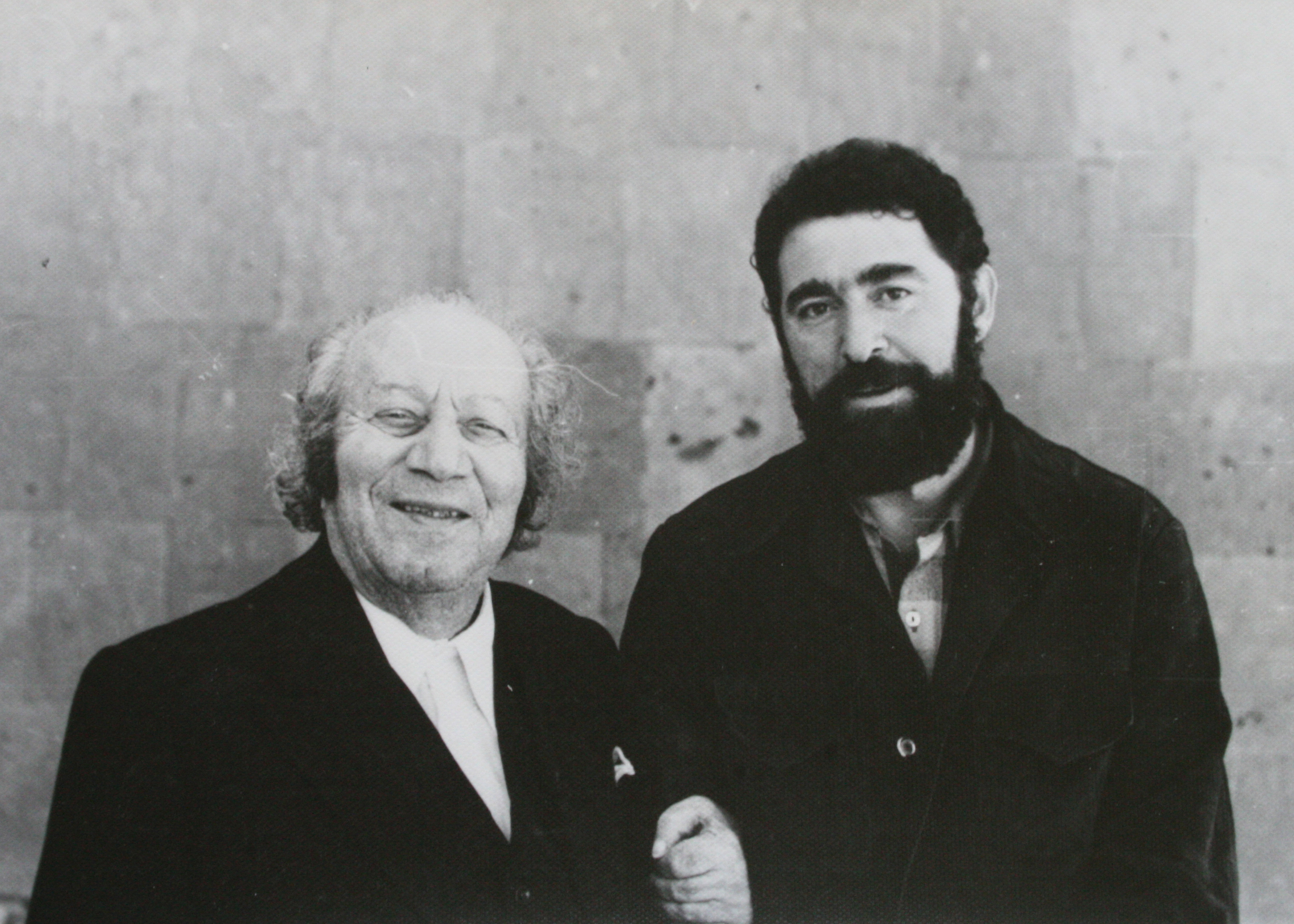
Kochar és Henrik Igitján

1923-ban Párizsban telepedett le, ahol művészetét jól fogadták. 1928-ban a Salon des Indépendants kiállításán Kochar két szoborfestménye elleni vandalizmusról számoltak be. Ezek a művek voltak a Festészet a térben előfutárai. A Festészet a térben egyszemélyes bemutatója a "Van Leer" Galériában nyílt meg. A bemutatott 15 alkotás új plasztikus és művészi kifejezőeszköz volt, amely az időt, mint további negyedik dimenziót kívánta bevonni. A katalógus szerzője a francia-lengyel művészeti kritikus, Waldemar George volt. 1929-ben a Panorama de L`art contemporain nemzetközi kiállításon szintén bemutatta alkotásait. A kiállítás résztvevői között volt Georges Braque, Marc Chagall, Robert Delaunay, Henri Matisse, Francis Picabia, Pablo Picasso, Liursa, Joan Miró, Survage, Utrillo, Vlamink és egyéb neves művészek.
Kochar találkozott Léonce Rosenberggel, a modern művészet jól ismert mecénásával, aki Kochar művészetének rajongója lett. 1936-ban, művészi hírnevének csúcsán, sokak meglepetésére Kochar hazatelepült az Örmény Szovjet Szocialista Köztársaságba, a legcsekélyebb kétség nélkül, hogy végleg elhagyja Párizst.
1941 és 1943 között Kochart politikai indíttatású vádak miatt bebörtönözték, de végül a Nersissian iskolás barátai, Karo Halabján és Anasztasz Mikoján közbenjárására szabadult.
Jerevánban folytatta munkáját, 1965-ben az Örmény Szovjetunió Népi Művészeként kapott elismerést, 1967-ben az Örmény SZSZK Állami Díját kapta meg, 1971-ben A Munka Vörös Zászló Érdemrendje 1976-ban pedig a Szovjetunió Népművészeként kapott elismerést.

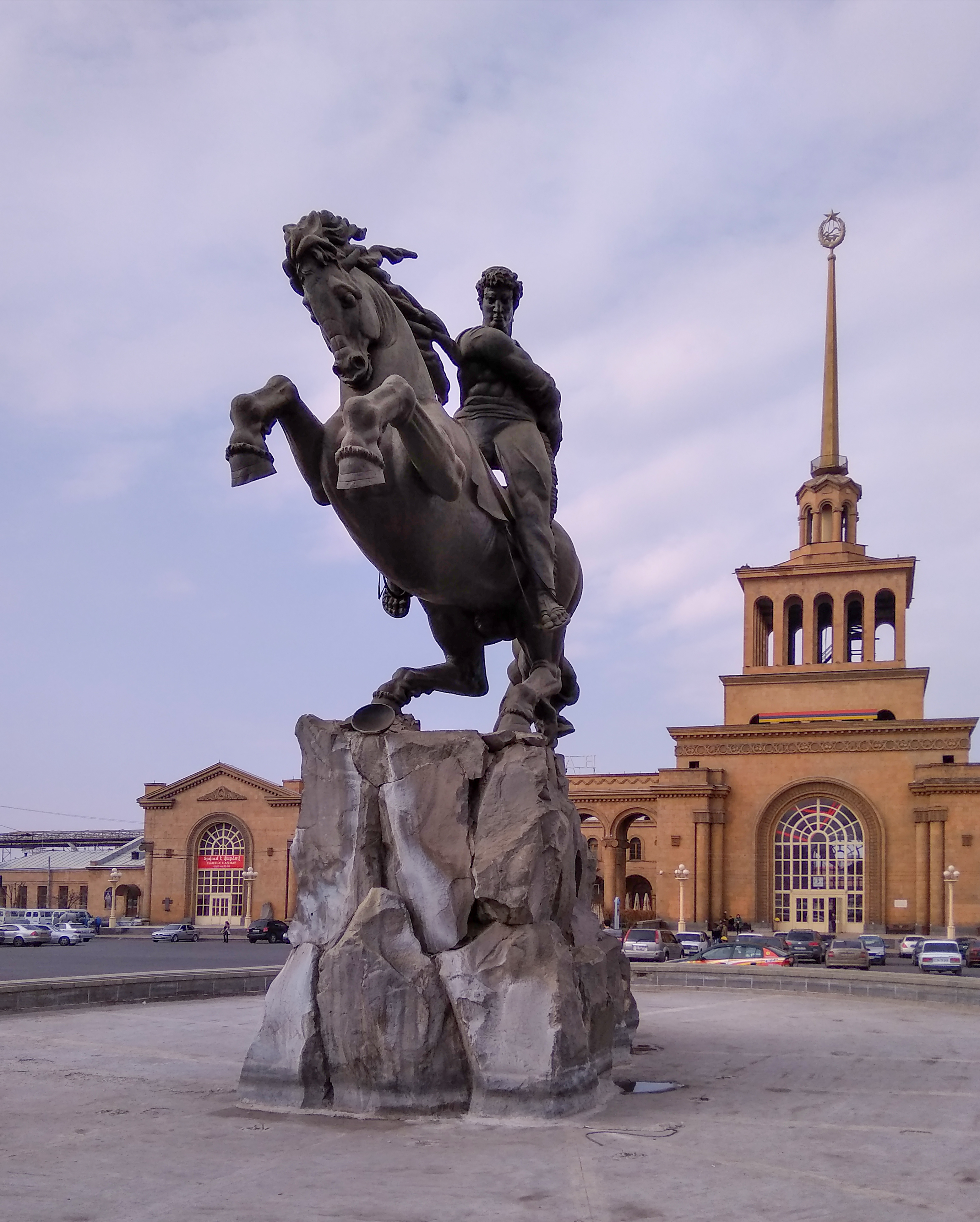
Szaszuni Dávid szobra Jerevánban

Legismertebb munkái közé tartoznak a Szaszuni Dávid szobrai, amely Örményország fővárosának, Jerevánnak a szimbóluma lett. További híres szobrai Vardan Mamikonyján és Komitasz szobrai Vagarsapatban találhatók. Egyik festészeti remekműve a Háborús katasztrófák.
1963-ban a párizsi Pompidou központ megvásárolta Kochar egyik Festészet a térben című alkotását.
1999-ben az UNESCO Kochar századik évfordulóját a világ művészetének egyik kiemelkedő dátumaként jelölte meg. 2010-ben az Örmény Művészek Szövetsége kiállítást nyitott Kochar művészi hagyatékának szentelve a művész születésének 110. évfordulóját.

## Magánélete
Feleségül vette Manik Mkrtcsján filológust (1913–1984), akitől két fia született, Hajkaz Kocsár (1946) és Ruben Kocsár (1953).
1979. január 22-én hunyt el Jerevánban. 1984-ben az ő nevében egy múzeumot szenteltek művészetének, amely a Kaszkád közelében nyílt meg Jerevánban.

## Főbb művei

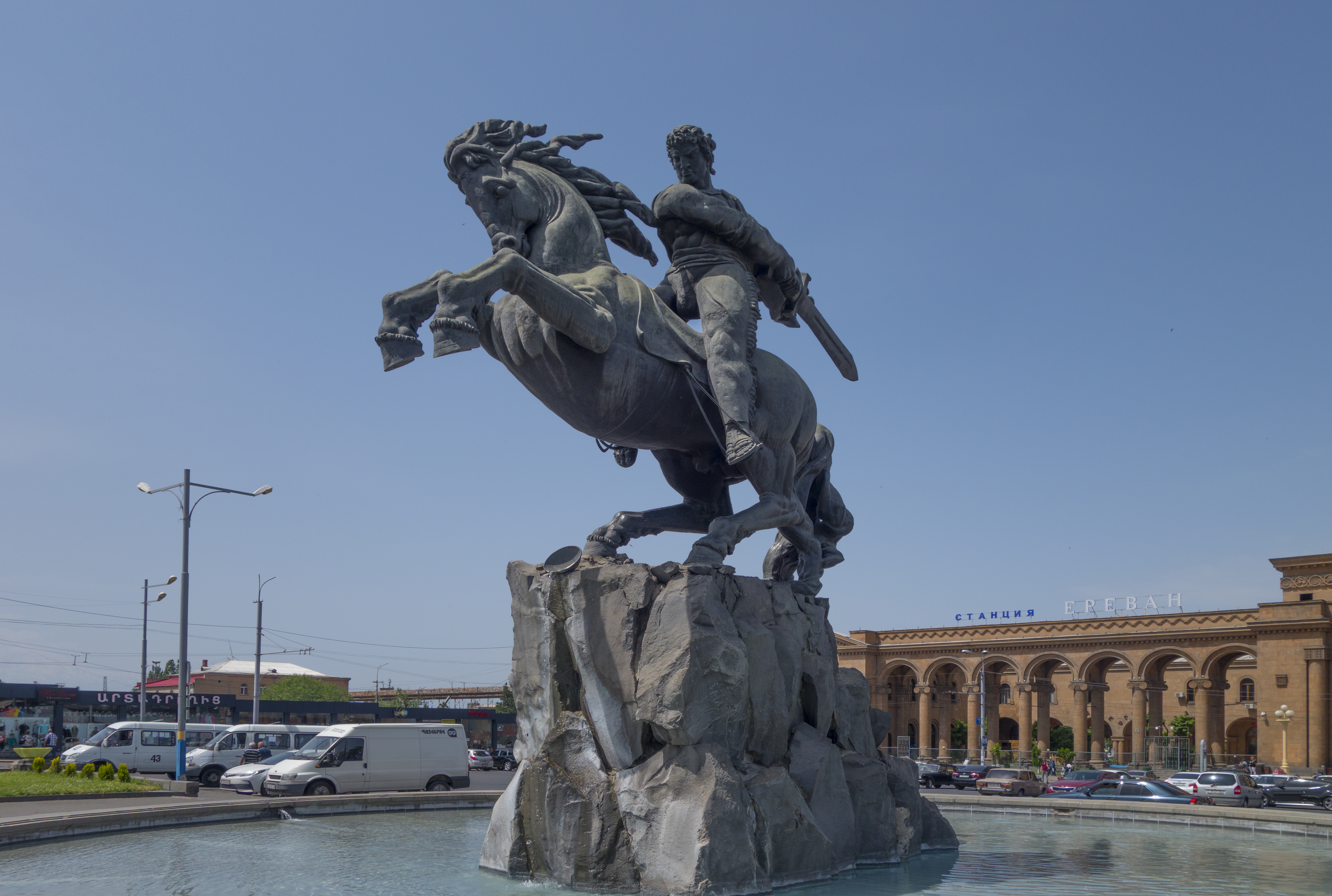
Szaszuni Dávid szobra
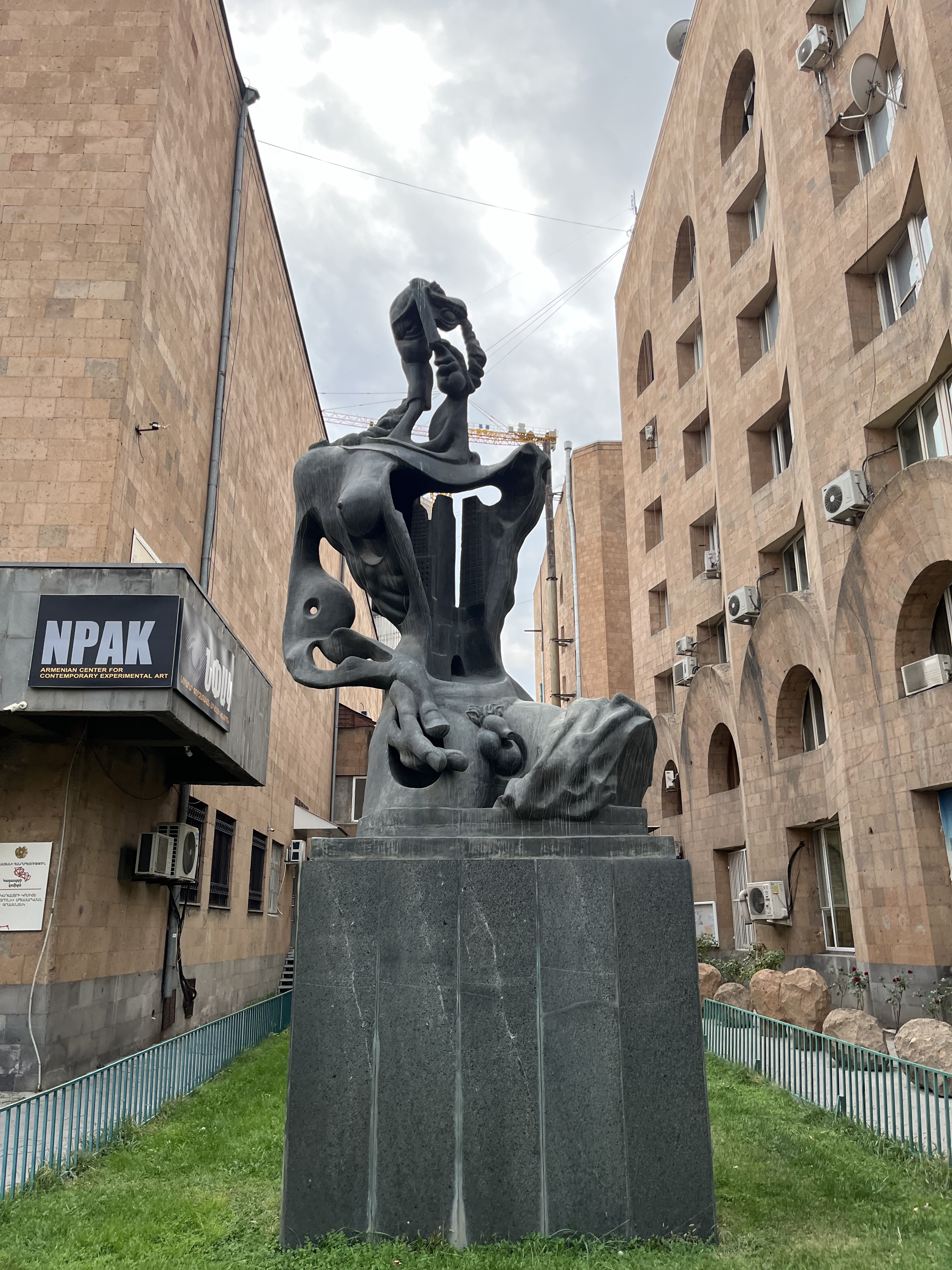
Melankólia
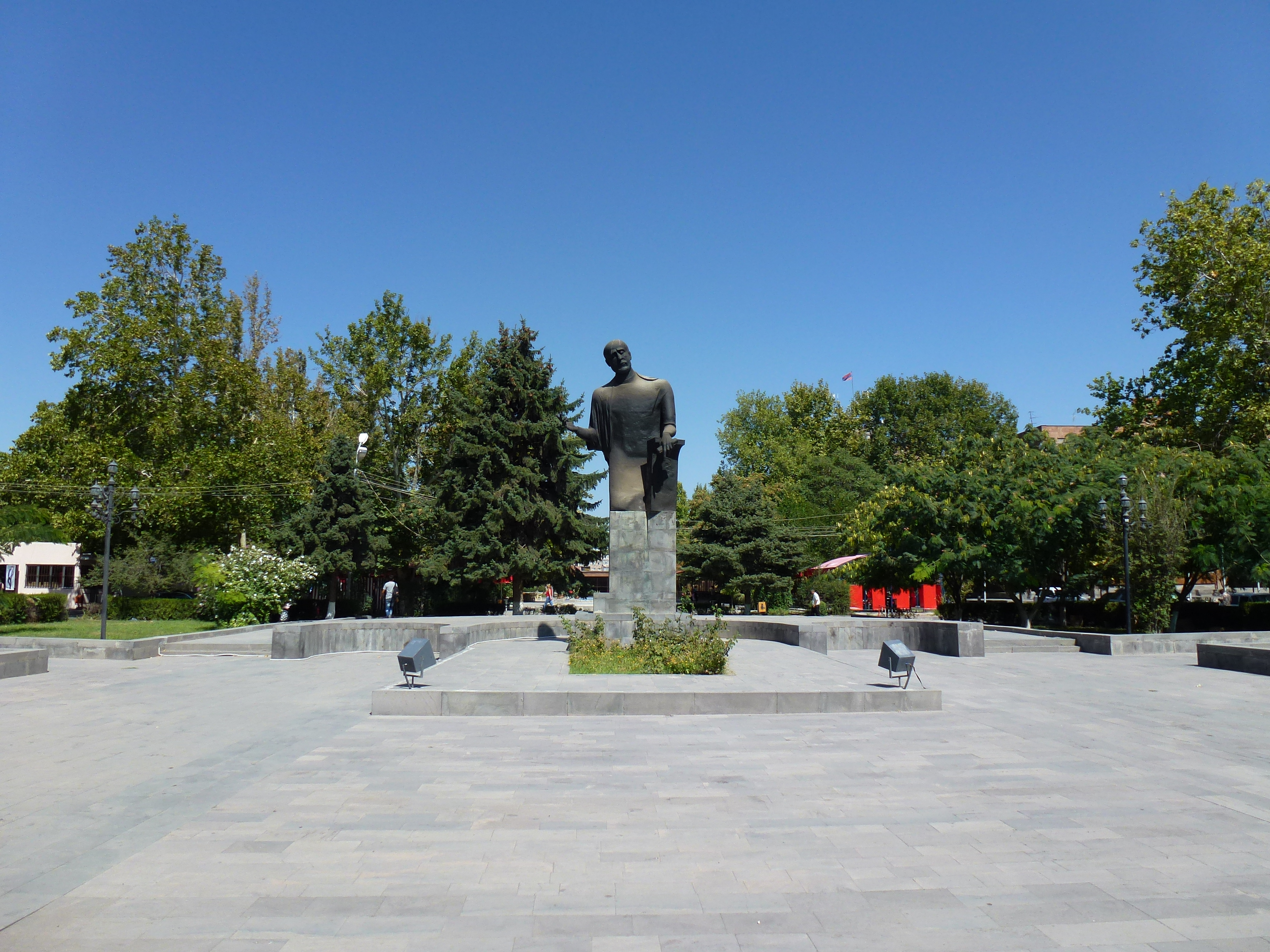
Komitasz szobra
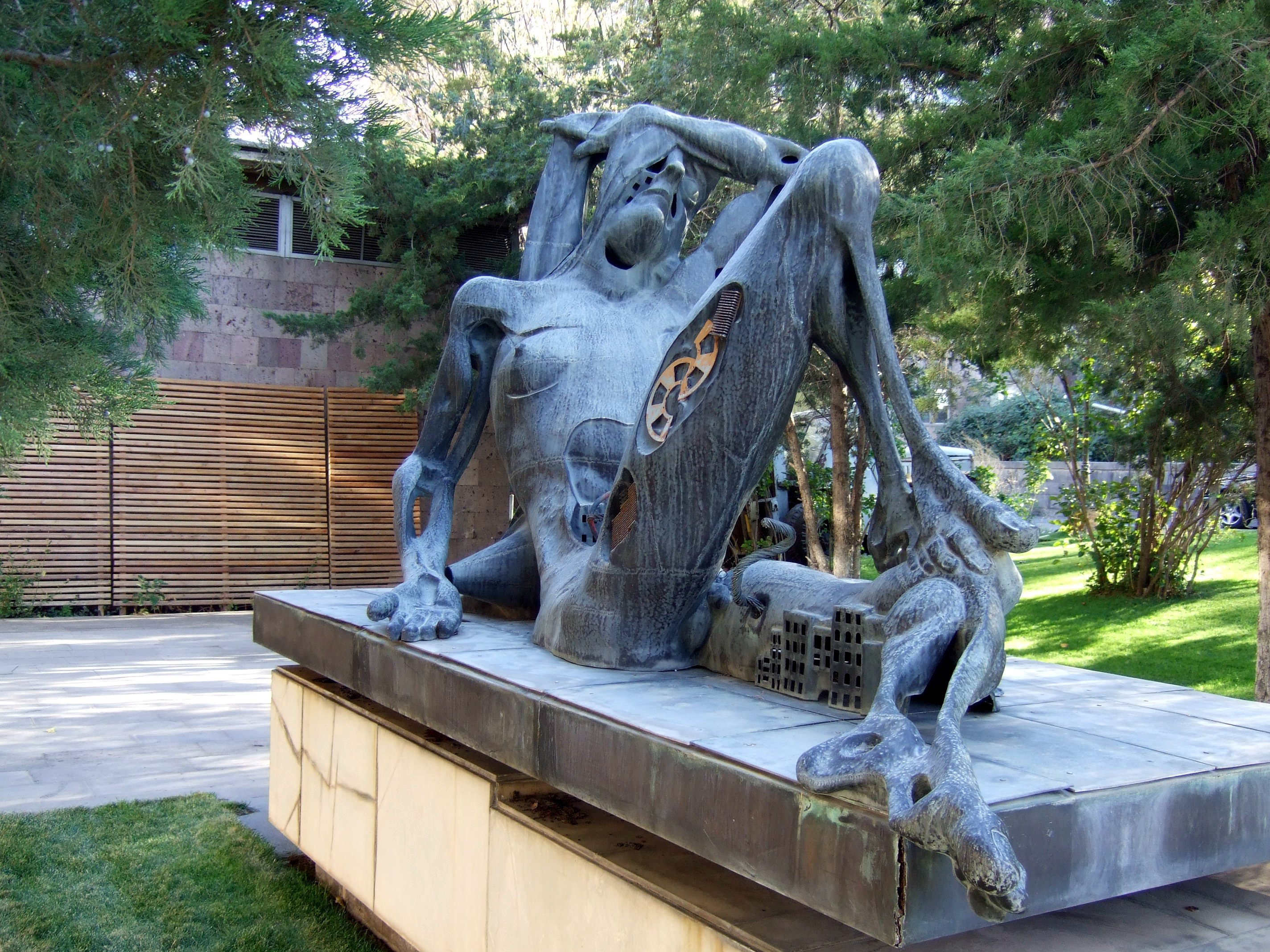
A kibernetika múzsája
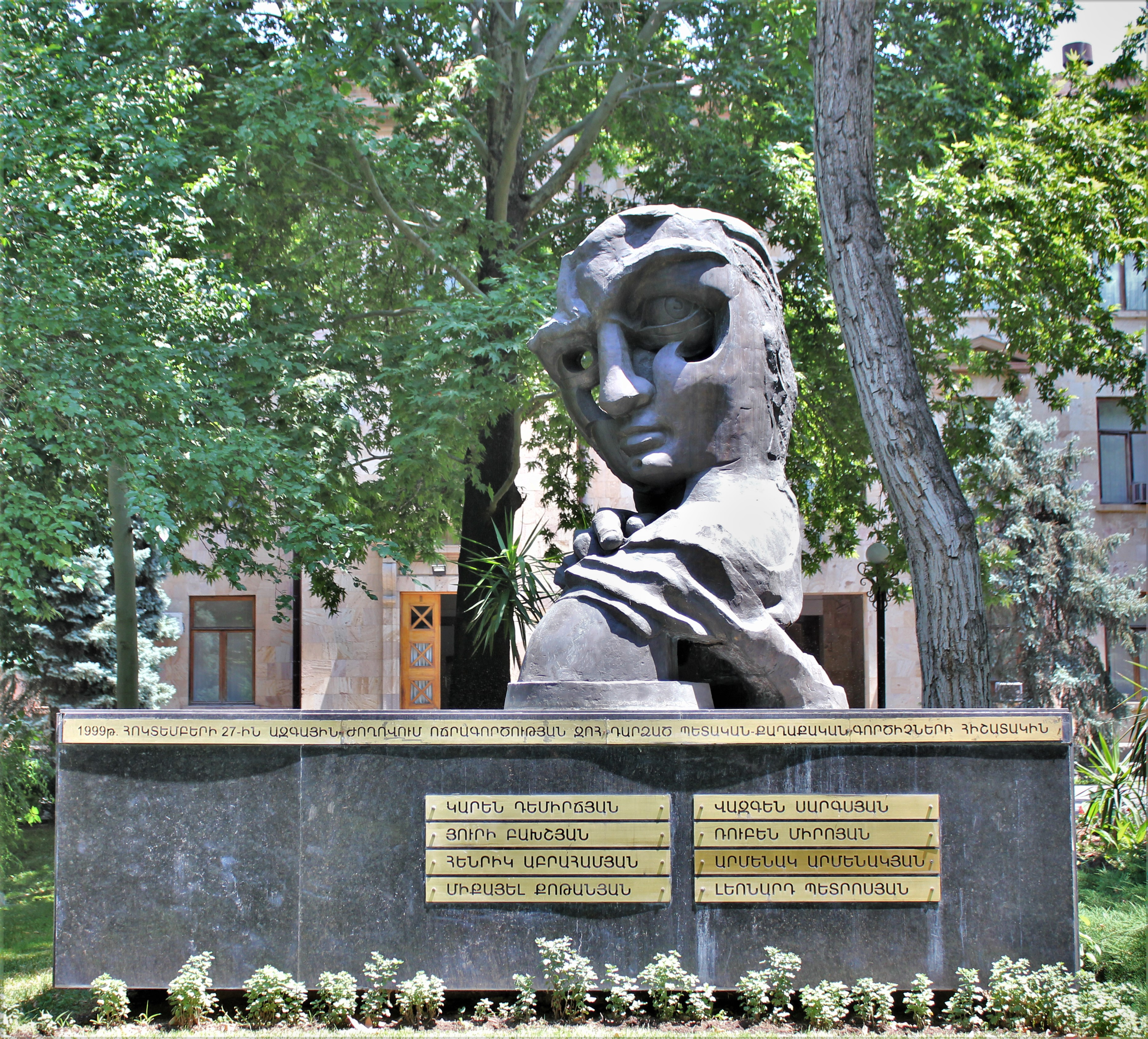
Bibliai Dávid szobra
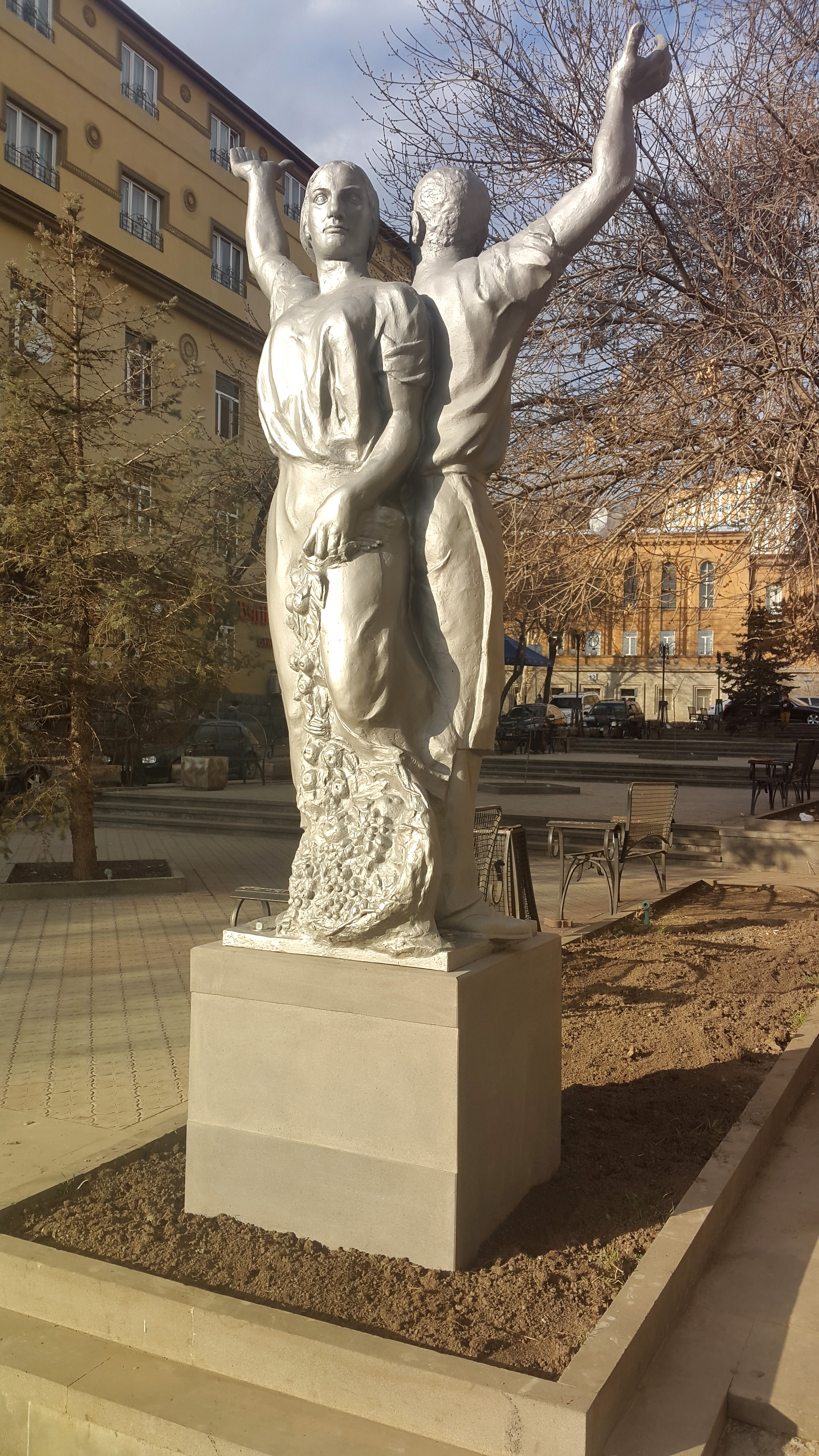